# 현대홈쇼핑
현대홈쇼핑은 대한민국의 홈쇼핑이다.

## 역사
현대그룹 창업주 정주영 회장의 3남인 정몽근은 1999년 계열분리 이후 백화점 사업을 주력사업으로 삼고, 유통 사업과 인터넷 사업을 목적으로 2001년 현대홈쇼핑을 설립한다.2023년 10월 1일, 전국의 케이블 에선 송출이 중단 된다.

## 논란
2019년 미국의 행동주의 펀드인 달튼인베스트먼트가 회사의 주주로써 코리아 디스카운트로 고통받고 있다며 약 3억6500만 달러를 주주에게 환원하라고 공개 제안을 한 적이 있다

## 주요 연혁
- 2001년 5월 29일: 서울특별시 강남구 압구정동에서 자본금 45,000,000,000원으로 주식회사 현대홈쇼핑 설립. 이병규 대표이사 취임.
- 2001년 7월 28일: 본사를 서울특별시 용산구 한강로3가(삼구빌딩)로 이전.
- 2002년 4월 18일: 강태인 대표이사 취임. (2인 대표이사 체제)
- 2003년 1월 30일: 이병규 대표이사 사임. (강태인 대표이사 단독체제)
- 2004년 1월 10일: 강태인 대표이사 사임. 홍성원 대표이사 취임.
- 2006년 8월 16일: 충청북도 청주시 상당구 지북동에 지점 설치.
- 2007년 3월 16일: 홍성원 대표이사 사임. 하병호 대표이사 취임.
- 2007년 10월 15일: 본사를 현 위치인 서울특별시 강동구 천호동으로 이전.
- 2009년 3월 26일: 하병호 대표이사 사임. 정교선, 민형동 대표이사 취임. (2인 대표이사 체제)
- 2010년 9월 8일: 자본금을 60,000,000,000원으로 증액.
- 2012년 3월 23일: 민형동 대표이사 사임. 김인권 대표이사 취임. (2인 대표이사 체제)
- 2014년 3월 21일: 강찬석 대표이사 취임. (3인 대표이사 체제)
- 2015년 3월 27일: 김인권 대표이사 사임. (2인 대표이사 체제)
- 2021년 2월 5일: 강찬석 대표이사 사임. 임대규 대표이사 취임. (2인 대표이사 체제)
- 2023년 10월 1일: 전국의 케이블 에선 송출 중단.

## 사업장 현황
- 본사 : 서울특별시 강동구 올림픽로70길 34 (천호동)
- 지사 : 충청북도 청주시 상당구 단재로 383 (용암동)

## 참조
1. ↑  현대백화점그룹, 형제경영 체제 유지냐 계열분리냐《뉴스웨이》, 2014년 3월 5일
2. ↑  오중교, 배당 요구 받은 현대홈쇼핑, 현금성자산만 7800억, 더밸류뉴스, 2019-03-07
3. ↑  박경희, 달튼, 현대홈쇼핑에 "3억6500만달러 주주환원하라", 글로벌이코노믹, 2019-03-06